# Georgiana Teodorescu
Maria-Georgiana Teodorescu (nascida a 19 de Agosto de 1985) é uma advogada e política romena da Aliança para a União dos Romenos que foi eleita membro do Parlamento Europeu em 2024. É professora na Universidade Titu Maiorescu e é especialista em direito penal.
Nascida em Iaşi, Teodorescu estudou direito na Universidade de Iași de 2004 a 2008. De 2009 a 2010, serviu como vice-presidente da Liga de Estudantes Romenos no Estrangeiro e obteve um mestrado em direito empresarial pela Universidade Nicolae Titulescu em Bucareste. Em 2015 obteve um doutoramento em direito penal pela Universidade Titu Maiorescu.